# Ткаченко Ростислав Русланович
Ростислав Русланович Ткаченко — солдат Збройних Сил України, учасник російсько-української війни, що загинув у ході російського вторгнення в Україну в 2022 році.

## Життєпис
Ростислав Ткаченко народився 12 травня 2000 року в селі Завадівка Корсунь-Шевченківського району Черкаської області. Проживав в місті Кагарлик Обухівського районіу Київської області. З початком повномасштабного російського вторгнення в Україну був призваний першочергово по мобілізації. Військову службу проходив у складі 95-тої окремої десантно-штурмової бригади. Загинув 20 березня 2022 року у місті Костянтинівка Донецької області. 31 березня Кагарлицька громада провела солдата в останню путь. Заупокійну панахиду за загиблим відслужили священники Кагарлицького благочиння ПЦУ Юрій Король та Володимир Гергало. Поховали Ростислава Ткаченка на Ольжинському кладовищі в Кагарлику. 7 вересня 2022 року військовий комендант Кагарлика майор Сергій Зайченко посмертну нагороду сина (орден «За мужність» ІІІ ступеня) вручив мамі Ростислава Ткаченка Наталії Шелудько.

## Нагороди
- Орден «За мужність» III ступеня (2022, посмертно) — за особисту мужність і самовіддані дії, виявлені у захисті державного суверенітету та територіальної цілісності України, вірність військовій присязі[4].